# Палея
Палея́ (греч. παλαιός — древний, ветхий; название происходит от греч. именования Ветхого Завета — ἡ παλαιὰ Διαθήκη) — название нескольких взаимосвязанных памятников древнерусской литературы — энциклопедических компиляций, излагающих ветхозаветную историю с дополнениями из апокрифических памятников и некоторых древнехристианских и средневековых христианских произведений, а также с богословскими рассуждениями. Основные споры вызывает происхождение Толковой палеи: ряд исследователей рассматривает её как памятник византийского происхождения, другие считают русским произведением, поскольку её греческий оригинал неизвестен.
Палея известна в следующих разновидностях, представляющих собой отдельные памятники: Толковая, Историческая, Полная Хронографическая и Краткая Хронографическая .

## Источниковедение
Место и время создания Толковой палеи — самой ранней разновидности палей в древнерусской книжности — не установлено. И. И. Срезневский, Н. С. Тихонравов, И. Я. Порфирьев и В. М. Успенский считали палею памятником, переведённым с греческого языка. Существует мнение о составлении первоначальных редакций палеи в Болгарии в IX—X веках и на Руси в XIII веке. А. В. Михайлов, В. М. Истрин, И. Н. Жданов и В. П. Адрианова-Перетц рассматривали её как труд древнерусских книжников.
Василий Истрин в своих работах выделял три редакции палеи (Толковая, Историческая и Хронографическая). Соотношение этих редакций (памятников) является дискуссионным. Истрин считал Толковую палею древнейшей из известных на Руси редакций, а Хронографическую палею обеих разновидностей (Краткой и Полной) — её позднейшей переработкой. Эту точку зрения разделял О. В. Творогов.
По мнению А. А. Турилова, с открытием Барсовской палеи (содержащей списки Хронографической палеи) начала XV века меняются представления об истории и текстологии Хронографической палеи. Современная ей Коломенская палея 1406 года (Коломенский список Толковой палеи) содержит, по его мнению, не первоначальный текст памятника, как считали исследователи XIX века, а его сокращённую редакцию, созданную на рубеже XIV—XV веков, вероятнее всего, в окружении митрополита Киприана. С другой стороны, Е. Г. Водолазкин доказывает, что Барсовкая палея представляет собой черновик Полной Хронографической палеи, составленный на основе более раннего текста Толковой палеи.

## Толковая палея
Толковая палея («Палея толковая яже на иудея»; в некоторых работах — первая редакцией палеи) — памятник, содержащий пересказ Ветхого Завета с полемическими, антииудейскими толкованиями, а также с большим количеством дополнений и комментариев, включая обширный апокрифический материал. Толковая палея содержит пространные богословские рассуждения, раскрывающие символическое значение ветхозаветных событий в качестве прообраза событий новозаветных; здесь же читаются полемические увещевания «жидовина». Местами библейская история прерывается «естественнонаучными» рассуждениями. Библейские события описываются от сотворения мира до времён царя Соломона.
Т. В. Анисимова даёт перечень 63 списков Толковой палеи, старшие из них — последней четверти XIV — начала XV веков. А. Ю. Козлова сообщает о 85 списках Толковой палеи, при этом перечисляет только 26 списков собственно Толковой подредакци Толковой палеи.
Апокрифический материал, входящий в компиляцию Толковой палеи, представлен извлечениями из Откровения Авраама, слова Афанасия Александрийского о Мельхиседеке, «Лествицы» Иоанна Синайского, Заветов двенадцати патриархов, апокрифов о Моисее и более мелкими извлечениями из апокрифических преданий. Составитель Палеи обращался также к сочинениям Ефрема Сирина («Паренесис»), Псевдо-Мефодия («Откровение Мефодия Патарского»), Козьмы Индикоплова («Христианская топография»), Епифания Кипрского, «Шестодневам» болгарского экзарха Иоанна и Севериана Гавальского и др.
Текст Толковой палеи обнаруживает переклички с изложением ветхозаветных событий, содержащихся в «Повести временных лет». Текстуальная близость Толковой палеи и «Речи философа» объяснялась различно. Палею рассматривали как источник летописи. А. А. Шахматов предполагал, что, напротив, палея восходит к летописи. По мнению Творогова, палея и летопись восходят к общему источнику. Одним из источников Толковой палеи был неизвестный памятник, в котором библейская история излагалась со значительным добавлением апокрифических элементов. Этот источник был использован также составителем «Речи философа», входящей в состав «Повести временных лет».
Время составления Толковой палеи не установлено. В. М. Истрин предполагал, что она создана в XIII веке.

## Историческая палея
Историческая палея — памятник, излагающий библейскую историю от сотворения мира до времён царя Давида, дополненную апокрифическим материалом. В отличие от Толковой палеи, в Исторической не приводятся толкования и полемические рассуждения. В рукописных списках именуется «Книга бытиа небеси и земли».
Источниками Исторической палеи помимо Библии являются апокрифы, Великий канон Андрея Критского, слова Иоанна Златоуста и Григория Богослова. Русский текст Исторической палеи восходит к среднеболгарскому переводу с греческого, выполненному в первой половине XIII века. Известен близкий греческий текст, который не является непосредственным оригиналом перевода.
Историческая палея оказала влияние на сочинение Ермолая-Еразма о Троице, Русский хронограф распространенной редакции 1617 года и особую переработку Исторической палеи, изданной А. Поповым под названием Сокращённая палея русской редакции.

## Хронографическая палея
Хронографическая палея — памятник, сочетающий в себе черты хронографа и собственно палеи. Существуют две разновидности Хронографической палеи — Полная и Краткая.

### Полная
Известно не менее 10 списков Полной Хронографической палеи .
Состоит из двух частей. В первой части вплоть до описания событий времен царя Соломона текст близок к Толковой палее, но включает дополнительные материалы: извлечения из Библии, апокрифические легенды о Ламехе, Мельхиседеке, Исаве и Иакове, Моисее, Соломоне (апокрифические Суды Соломона, апокриф о Соломоне и Китоврасе), выдержки из византийских хронографов — фрагменты из Хроники Георгия Амартола и, в меньшей степени, из Хроники Иоанна Малалы, из Хронографической «Александрии» второй редакции, Толкований Ипполита на Книгу пророка Даниила и др. Начиная с повествования об израильских и иудейских царях Полная Хронографическая палея восходит к «Хронографу по великому изложению» и памятникам его «конвоя». В этой части текст во многих фрагментах сближается с Краткой разновидностью, Троицким хронографом и второй редакцией Еллинского и Римского летописца.
Предполагается, что Полная Хронографическая палея создана в XV веке во Пскове.

### Краткая
Краткая Хронографическая палея известна в 6 списках.
Краткая Хронографическая палея по своему типу приближается к хронографу. Во второй своей, хронографической части она почти тождественна с Полной, но в первой части значительно отличается от неё и близка к Толковой палее. Однако её текст существенно короче, опущены толкования и полемические рассуждения, имеющиеся в Толковой и Полной Хронографической палеях.
Содержит характерную для произведений хронистов «Таблицу народов» с перечислением потомков сыновей Ноя. Упоминаются, в частности, народы, неизвестные Библии, в том числе славяне. Структура «Таблицы» содержит, в числе прочего, описание «племени Афета», а затем «Афетовой части». В «Афетове роду» помещались, в частности, под номером 1 «галати, иже суть варязи, 2 руми, иже суть грекы, 3 армени, 4 норици, иже суть словене» и др. Рассказ о вторжении потомков Хама в «жребий Симов» рассматривается как заимствование из «Повести временных лет».

## Барсовская палея
Под названием Барсовская палея известен бумажный кодекс новгородского происхождения начала XV века, включающий древнейшие списки Хронографической палеи старшей редакции и Пространного жития Константина-Кирилла Философа, заменяющего Прибавление к Палее, с мелкими дополнительными статьями в основном из Изборника 1073 года.
Хронографическая палея в данном кодексе включает древнерусский перевод Исхода Моисея и талмудических мидрашей о Всемирном потопе, Соломоне и Китоврасе и др. Сопровождающее Палею житие Константина принадлежит к «группе С» (или «новгородской группе»), характерной большим числом архаических чтений, восходящих к архетипу памятника.
Присутствие в списке начал XV века талмудических мидрашей исключает их из числа переводов, связанных с так называемой «ересью жидовствующих» конца XV века, и позволяет датировать домонгольским периодом.

## Значение
Компиляция библейской истории, апокрифических рассказов, материалов из древнехристианских и средневековых христианских произведений, богословских и отдельных «естественнонаучных» рассуждений делает палею универсальным памятником, энциклопедией русских средневековых представлений об устройстве мироздания.
Предположительно, полемические антииудейские древнерусские тексты типа Толковой палеи, не были изначально предназначены для реальной полемики с иноверцами. Тем не менее эти сочинения читались и имели духовное применение вне связи с прениями о вере.

## Издания
Толковая палея
- Тихонравов Н. С. Памятники отреченной русской литературы. — М., 1863. — Т. 1. С. 91—232, 259—272 (отрывки);
- Палея Толковая по списку, сделанному в Коломне в 1406 г. / Труд учеников Н. С. Тихонравова. — М., 1892—1896. — Вып. 1—2.
- Палея Толковая / Пер. А. М. Камчатнова. — М., 2002.
- Мильков В. В., Камчатнов А. М., Козлова А. Ю. Толковая Палея расширенного состава (= Памятники древнерусской мысли: исследования и тексты. Вып. XI). — СПб.: Нестор-История, 2022. — Т. I. — 688 с. — Т. II. — 592 с. ISBN 978-5-4469-2037-2

Историческая палея
- Попов А. Книга бытиа небеси и земли : (Палея историческая с приложением Сокращенной палеи русской редакции) // Чтения в Обществе истории и древностей российских. — 1881. — Кн. 1.
- Skowronek M. Palaea Historica: The Second Slavic Translation: Comment. and Text. — Lodz, 2016. (Series Ceranea; 3)

Хронографическая палея
- ПЛ. — 1862. — Вып. 3. — С. 9—10, 20—21, 24—49, 51—58;
- Тихонравов Н. С. Памятники отреченной русской литературы. — М., 1863. — Т. 1. — С. 17—18, 24—25, 254—258;
- Порфирьев И. Я. Апокрифы ветхозаветные. — С. 204—208, 221—241;
- Толковая палея 1477 года : Воспроизведение Синодальной рукописи № 210. — СПб., 1892. — Вып. 1; Истрин В. М. Хроника Георгия Амартола в древнем славяно-русском переводе. Пг., 1922. Т. 2. С. 109—113;
- Водолазкин Е. Г. Краткая Хронографическая Палея (текст). Выпуск 1 // Труды Отдела древнерусской литературы  / О. В. Творогов. — СПб.: Дмитрий Буланин, 2006. — Т. 57. — С. 891–915.
- Водолазкин Е. Г. Краткая Хронографическая Палея (текст). Выпуск 2 // Труды Отдела древнерусской литературы. — Т. 58. — СПб., 2007. — С. 534—556;
- Водолазкин Е. Г. Краткая Хронографическая Палея (текст). Выпуск 3 // Труды Отдела древнерусской литературы. — Т. 61. — СПб., 2010. — С. 345—374;
- Водолазкин Е. Г. Краткая Хронографическая Палея (текст). Выпуск 4 // Труды Отдела древнерусской литературы. — СПб., 2014. — Т. 63. — С. 238—261;
- Водолазкин Е. Г., Руди Т. Р. Краткая Хронографическая Палея (текст). Выпуск 5 // Труды Отдела древнерусской литературы. — СПб., 2017. — Т. 65. — С. 181—196;
- Водолазкин Е. Г., Руди Т. Р. Краткая Хронографическая Палея (текст). Выпуск 6 // Труды Отдела древнерусской литературы. — СПб., 2019. — Т. 66. — С. 60—75;
- Водолазкин Е. Г., Руди Т. Р. Краткая Хронографическая Палея (текст). Выпуск 7 // Труды Отдела древнерусской литературы. — СПб., 2020. — Т. 67. — С. 3—20;
- Sabine Fahl, Dieter Fahl. Die Kurze Chronographische Paleja / Краткая Хронографическая Палея.
  - Die Kurze Chronographische Paleja. — Gütersloh, 2019. — Vol. 1. Kritische Edition mit deutscher Übersetzung (Критический текст с немецким переводом). — 752 p. — ISBN 978-3-579-08059-8.
  - Die Kurze Chronographische Paleja. — Gütersloh, 2020. — Vol. 2. Einführung, Kommentar, Indices (Введение, комментарии, индексы). — 812 p. — ISBN 978-3-579-08060-4.

### Толковая палея и другие палеи
Энциклопедические статьи
- Тупиков Н. М. Палея // Энциклопедический словарь Брокгауза и Ефрона : в 86 т. (82 т. и 4 доп.). — СПб., 1890—1907.
- Творогов О. В. Палея толковая // Словарь книжников и книжности Древней Руси : [в 4 вып.] / Рос. акад. наук, Ин-т рус. лит. (Пушкинский Дом); отв. ред. Д. С. Лихачёв [и др.]. — Л. : Наука, 1987—2017. — Вып. 1 : XI — первая половина XIV в. / ред. Д. М. Буланин, О. В. Творогов. — 1987. Архивировано 14 апреля 2021 года.
- Палея : [арх. 21 октября 2022] / А. М. Ранчин // П — Пертурбационная функция [Электронный ресурс]. — 2014. — С. 151. — (Большая российская энциклопедия : [в 35 т.] / гл. ред. Ю. С. Осипов ; 2004—2017, т. 25). — ISBN 978-5-85270-362-0.
- Грищенко А. И., Турилов А. А. Палея // Православная энциклопедия. — М., 2019. — Т. LIV : Павел — Пасхальная хроника. — С. 304–307. — 39 000 экз. — ISBN 978-5-89572-061-5.

Исследования
- Сухомлинов М. А. О древней русской летописи как памятнике литературном. — СПб., 1856. — С. 54—64.
- Успенский В. М. Толковая палея. — Казань, 1876.
- Павлов А. Рец. на кн.: Попов А. Историко-литературный обзор древнерусских полемических сочинений против латинян. — М., 1875 // Отчет о девятнадцатом присуждении наград графа Уварова. — СПб., 1878. — С. 191—212.
- Веселовский А. Н. Талмудический источник одной Соломоновской легенды в русской Палее. — Журнал Министерства народного просвещения. — 1880. — Апрель. — С. 298—300.
- Веселовский А. Н. Заметки по литературе и народной словесности. 1. Эпизод о южской царице в Палее. — Сборник отделения русского языка и словесности. — 1883. — Т. 32. — № 7. — С. 1—8.
- Жданов И. Н. Палея. — Киев. унив. изв. — 1881. — Сент. — С. 235—258 (перепеч.: Соч. И. Н. Жданова. — СПб., 1904. — Т. 1. — С. 445—470).
- Родосский А. С. К материалам для истории славяно-русской библиографии : Единственный древнейший список Толковой палеи, принадлежавший библиотеке Александро-Невской лавры, а ныне составляющий собственность библиотеки СПб. духовной академии // Хрис. чт. — 1882. — Ч. 2. — С. 590—609.
- Соколов М. И. Материалы и заметки по старинной славянской литературе // Известия Историко-филологического института кн. Безбородко. — Нежин, 1887—1889. — Т. 2. — С. 143—159.
- Михайлов А. В. Общий обзор состава, редакций и литературных источников Толковой палеи // Варш. унив. изв. — 1895. — № 7. — С. 1—21.
- Михайлов А. В. К вопросу о тексте книги Бытия пророка Моисея в Толковой палее. — Варш. унив. изв. — 1895. — № 9. — С. 1—35. 1896. — № 1. — С. 1—23.
- Михайлов А. В. К вопросу о происхождении и литературных источниках Толковой палеи. — ИпоРЯС. — 1928. — Т. 1. — Кн. 1. — С. 49—80.
- Петухов Б. В. Очерки из литературной истории Синодика // Памятники древней письменности. — 1895. — Т. 108. — С. 258—262, 371—378.
- Франко. Апокрифы. — Т. 1. — С. XV—XXIII.
- Истрин В. М. Замечания о составе Толковой палеи. — Известия Отделения русского языка и словесности Академии наук. — 1897. — Т. 2. — Кн. 1. — С. 175—209; Кн. 4. — С. 845—905; 1898. — Т. 3. — Кн. 2. — С. 472—531 (то же: Сборник отделения русского языка и словесности. — Т. 65. — № 6. — СПб., 1899).
- Истрин В. М. Новый сборник ветхозаветных апокрифов // Журнал Министерства народного просвещения. — 1898. — Январь. — С. 112—133.
- Истрин В. М. Из области древнерусской литературы // Журнал Министерства народного просвещения. — 1903. — Август. — С. 411—414; Октябрь. — С. 201—218; 1904. — Февраль. — С. 257—294; Октябрь. — С. 321—354; 1906. — Февраль. — С. 185—246 (то же: Истрин В. М. Исследования в области древнерусской литературы. — СПб., 1906. — С. 31—51, 70—198).
- Истрин В. М. Редакции Толковой палеи // Известия Отделения русского языка и словесности Академии наук. — 1905. — Т. 10. — Кн. 4. — С. 135—203; 1906. — Т. 2. — Кн. 1. — С. 1—43; Кн. 2. — С. 20—61; Кн. 3. — С. 418—450 (текст, опубл. в т. 10, в другом варианте печатался в Журнале Министерства народного просвещения за 1903—1904 гг.) (отд. отт.: СПб., 1907).
- Истрин В. М. Толковая палея и Хроника Георгия Амартола // Известия Отделения русского языка и словесности Академии наук. — 1925. — Т. 29. — С. 369—379.
- Тихонравов Н. С. Сочинения. — М., 1898. — Т. 1. Древняя русская литература. — С. 156—170, дополнения, с. 110—122.
- Евсеев Ив. Заметки по древнеславянскому переводу св. писания // Известия Отделения русского языка и словесности Академии наук. — 1900. — Т. 5. — Кн. 3. — С. 788—823.
- Карнеев А. К вопросу о взаимных отношениях Толковой палеи и Златой матицы // Журнал Министерства народного просвещения. — 1900. — Февраль. — С. 335—366.
- Заболотский Н. К вопросу об иноземных источниках «Начальной летописи» // РФВ, 1901. — Т. 45. — № 1—2. — С. 4—19;
- Редин Е. К. Толковая лицевая палея XVI в. собрания гр. А. С. Уварова // Памятники древней письменности и искусства. — 1901. Отчеты 1899—1900, Приложение, с. 1—9.
- Шахматов А. А. Толковая палея и русская летопись // Статьи по славяноведению. — СПб., 1904. — Вып. 1. — С. 199—272 (отд. отт.: СПб., 1904).
- Шахматов А. А. «Повесть временных лет» и ее источники // Труды Отдела древнерусской литературы. — 1940. — Т. 4. — С. 75—80, 131—139.
- Истомин К. К. К вопросу о редакциях Толковой палеи // Известия Отделения русского языка и словесности Академии наук. — 1905. — Т. 10. — Кн. 1. — С. 174—184; 1906. — Т. 11. — Кн. 1. — С. 337—374; 1909. — Т. 13. — Кн. 4. — С. 290—343; 1914. — Т. 18. — Кн. 1. — С. 87—172.
- Истомин К. К. Ответ г. Истрину // Журнал Министерства народного просвещения. — 1906. — Ноябрь. — С. 204—233.
- Рыстенко А. В. Материалы для литературной истории Толковой палеи // Известия Отделения русского языка и словесности Академии наук. — 1908. — Т. 13. — Кн. 2. — С. 324—350.
- Адрианова В. П. К литературной истории Толковой палеи. — Киев, 1910.
- Водолазкин Е. Г. О Толковой Палее, Златой Матице и «естественнонаучных» компиляциях // Труды Отдела древнерусской литературы. — Т. 51. — СПб., 1999. — С. 80—90.
- Водолазкин Е. Г. Всемирная история в литературе Древней Руси (на материале хронографического и палейного повествования XI—XV веков). — Мюнхен, 2000. — 403 с.
- Водолазкин Е. Г. Пророчество Соломона и Толковая Палея // Труды Отдела древнерусской литературы. — Т. 52. — СПб., 2001. — С. 518—529.
- Истрин В. М. Очерк истории русской литературы домосковского периода (XI—XIII вв.). — М., 2003.
- Шахматов А. А. Толковая палея и русская летопись // Шахматов А. А. История русского летописания. — СПб., 2003. — Т. 1 : Повесть временных лет и древнейшие русские летописные своды. — Кн. 2.
- Водолазкин Е. Г. Новое о палеях (некоторые итоги и перспективы изучения палейных текстов) // Русская литература. — 2007. — № 1. — С. 3—23.
- Вилкул Т. Толковая Палея и Повесть временных лет. Сюжет о раздѣлении языкъ // Ruthenica. T. VI. Київ, 2007.
- Водолазкин Е. Г. Ефросиновская Палея : до и после // Russica romana. V. 14. 2007. P. 9—22.
- Водолазкин Е. Г. Всемирная история в литературе Древней Руси (на материале палейного и хронографического повествования XI—XV вв.). Издание второе, переработанное и дополненное. — СПб., 2008. — 494 с.
- Дергачева И. В. Мироздание в представлении авторов Палеи // Древняя Русь. Вопросы медиевистики. — 2009. — № 2 (36). — С. 18—21.
- Водолазкин Е. Г. Слово об Иосифе Прекрасном в древнерусских палейных текстах // Variante loquella: Сб. ст. к семидесятилетию А. К. Гаврилова / Под ред. Н. А. Алмазовой, О. В. Бударагиной, А. Л. Верлинского и др. — СПб., 2011. — С. 444—452.
- Водолазкин Е. Г. Из истории кирилло-белозерских палей // Книжные центры Древней Руси : Книжники и рукописи Кирилло-Белозерского монастыря. — СПб., 2014. — С. 286—309.
- Пересветов-Мурат А. Христианский антииудаизм и иудейско-православные отношения в Восточной Славии в Средние века и Раннее Новое время (до 1570 г.) / Перевод с английского Ольги Ковалевой // История еврейского народа в России / Под общ. ред. И. Барталя. — М.: Мосты культуры, 2010. — Т. 1. — С. 418—452. — ISBN 978-5-93273-295-4.
- Анисимова Т. В. Неизвестное обращение к «жидовину» в окончании Толковой Палеи середины XVI в. (рус.) // Древняя Русь. Вопросы медиевистики. — 2020. — № 1(79). — С. 29–44. — ISSN 2071-9574. — doi:10.25986/IRI.2020.79.1.003.
- Козлова А. Ю. К вопросу о редакциях Толковой Палеи (рус.) // Древняя Русь. Вопросы медиевистики. — 2022. — № 2(88). — С. 130–146. — ISSN 2071-9574. — doi:10.25986/IRI.2022.88.2.011.

### Историческая палея
- Творогов О. В. Палея историческая // Словарь книжников и книжности Древней Руси : [в 4 вып.] / Рос. акад. наук, Ин-т рус. лит. (Пушкинский Дом); отв. ред. Д. С. Лихачёв [и др.]. — Л. : Наука, 1987—2017. — Вып. 2 : Вторая половина XIV—XVI в., ч. 2 : Л—Я / ред. Д. М. Буланин, Г. М. Прохоров. — 1989. Архивировано 9 ноября 2007 года.
- Жданов И. Н. Палея // Киев. ун-т. известия. — 1881. — Окт. — С. 309—322 (перепечатано в кн.: Сочинения И. Н. Жданова. — СПб., 1904. — Т. 1. — С. 470—483).
- Веревский Ф. Русская историческая палея // Филологические записки. — Воронеж, 1888. — Т. 2. — С. 1—18.
- Сперанский М. Н. Историjка Палеjа, њени преводи и редакциjе у стapoj словенскоj књижевности // Споменик. — Београд, 1892. — Т. 16. — С. 1—15.
- Сперанский М. Н. Из истории русско-славянских литературных связей. — М., 1960. — С. 77—85, 104—147.
- Сумникова Т. А. К проблеме перевода Исторической палеи // Изучение русского языка и источниковедение. — М., 1969. — С. 27—39.
- Станков Р. Лексика Исторической Палеи. Вел. Търново, 1994.
- Славова Т. Историческата Палея и славянската хронографска традиция // ΠΟΛΥΙΣΤΩΡ: Scripta slavica Mario Capaldo dicata. М.: Индрик. — С. 256–265.

### Хронографическая палея
- Творогов О. В. Палея хронографическая // Словарь книжников и книжности Древней Руси : [в 4 вып.] / Рос. акад. наук, Ин-т рус. лит. (Пушкинский Дом); отв. ред. Д. С. Лихачёв [и др.]. — Л. : Наука, 1987—2017. — Вып. 2 : Вторая половина XIV—XVI в., ч. 2 : Л—Я / ред. Д. М. Буланин, Г. М. Прохоров. — 1989. Архивировано 13 ноября 2007 года.
- Истрин В. М. Редакции Толковой палеи // Известия Отделения русского языка и словесности Академии наук. — СПб., 1905. — Т. 10. — Кн. 4. — С. 135—203; СПб., 1906. — Т. 11. — Кн. 1. — С. 1—43; Кн. 2. — С. 20—61; Кн. 3. — С. 418—450 (отд. отт.: СПб., 1907).
- Каринский Н. М. Язык Пскова и его области в XV веке. — СПб., 1909. — С. 1—62.
- Масленникова Н. Н. Присоединение Пскова к Русскому централизованному государству. — Л., 1955. — С. 164—165.
- Клосс Б. М. К вопросу о происхождении Еллинского летописца второго вида // Тр. / Отдела древнерус. лит-ры. — Л., 1972. — Т. 27. — С. 370—379.
- Творогов О. В. Повесть временных лет и Хронограф по великому изложению // Тр. / Отдела древнерус. лит-ры. — 1974. — Т. 28. — С. 99—113.
- Творогов О. В. Древнерусские хронографы. — Л., 1975. — Гл. 2, 3, 5.
- Водолазкин Е. Г. Редакции Краткой Хронографической Палеи // Труды Отдела древнерусской литературы. — Т. 56. — СПб., 2004. — С. 164—180.
- Водолазкин Е. Г. Краткая Хронографическая Палея: Между историографией и богословием // Вестн. истории, лит-ры, иск-ва. — М., 2006. — Т. 2. — С. 233—243.
- Водолазкин Е. Г. Из истории древнерусского исторического повествования. Краткая Хронографическая Палея // Вспомогат. ист. дисциплины. — СПб., 2007. — Т. 30. — С. 341—349.
- Водолазкин Е. Г. Как создавалась Полная Хронографическая Палея. Часть 1 // Труды Отдела древнерусской литературы  / Н. В. Понырко. — СПб.: Наука, 2009. — Т. 60. — С. 327–353.
- Водолазкин Е. Г. Как создавалась Полная Хронографическая Палея. Часть 2 // Труды Отдела древнерусской литературы  / Н. В. Понырко. — СПб.: Наука, 2014. — Т. 62. — С. 175–200.
- Петрухин В. Я. Русь в IX—X веках. От призвания варягов до выбора веры. — 2-е изд., испр. и доп. — М.: Форум : Неолит, 2014. — 464 с.
- Гуняк М. Ф. Палея Крехівська: До історії походження і дослідження апокрифів. — Дрогобич, 2006. — 208 с.
- Пистрый И. Креховская палея // Философская и социологическая мысль. — 1993. — № 4. — C. 139–160.

### Барсовская палея
- Турилов А. А. Барсовская Палея // Православная энциклопедия. — М., 2002. — Т. IV : Афанасий — Бессмертие. — С. 360. — 39 000 экз. — ISBN 5-89572-009-9.
- Лавров П. А. Материалы по истории возникновения древнейшей славянской письменности. — Л., 1930. — С. XX.
- Лёвочкин И. В. Древнейший список пространного Жития Константина Философа // Сов. славяноведение. — 1983. — № 2. — С. 75—79.
- Жития Кирилла и Мефодия. — М. ; София, 1986. — С. 132—165.
- Дзиффер Дж. Рукописная традиция пространного жития Константина // Сов. славяноведение. — 1991. — № 3. — С. 59—63.
- Алексеев А. А. Русско-еврейские литературные связи до XV в. // Jews and Slavs. — Jerusalem; SPb., 1993. — Vol. 1. — С. 64—70.
- Библиотека литературы Древней Руси. — Т. 2. — С. 22—65, 493—494; Т. 3. — С. 120—149, 373, 375—378.